# Michael Zullo
Michael Anthony Zullo (ur. 11 września 1988 w Brisbane) – australijski piłkarz występujący na pozycji obrońcy lub pomocnika. Zawodnik klubu Sydney FC.

## Kariera klubowa
Zullo seniorską karierę rozpoczął w 2005 roku w zespole Brisbane Strikers z lokalnej ligi Brisbane Premier League. W 2007 roku przeszedł do Queensland Roar z A-League. W tych rozgrywkach zadebiutował 25 sierpnia 2007 roku w zremisowanym 2:2 pojedynku z Adelaide United. 5 października 2007 roku w wygranym 2:1 spotkaniu z Wellington Phoenix strzelił pierwszego gola w A-League. W 2009 roku Queensland Roar zmienił nazwę na Brisbane Roar. Zullo grał tam jeszcze rok.
W 2010 roku podpisał kontrakt z holenderskim zespołem FC Utrecht. W Eredivisie pierwszy mecz zaliczył 27 lutego 2011 roku przeciwko NEC Nijmegen (1:1). W 2013 roku został wypożyczony do Adelaide United. W latach 2015–2016 grał w Melbourne City FC, a w 2016 przeszedł do Sydney FC.

## Kariera reprezentacyjna
W reprezentacji Australii Zullo zadebiutował 28 stycznia 2009 roku w zremisowanym 0:0 meczu eliminacji Pucharu Azji 2011 z Indonezją.